# Letchmanasamy Kathirveloo
Letchmanasamy Kathirveloo, né le 23 janvier 1955, est un ancien arbitre malaisien de football.

## Carrière
Il a officié dans des compétitions majeurs : 
- Coupe du monde de football des moins de 17 ans 1991 (1 match)
- Coupe du monde de football des moins de 20 ans 1993 (3 matchs)
- Kirin Cup 1994 (1 match)